# 120 Krh/40
120 Krh/40 — 120-мм миномет, разработанный финской компанией Tampella (ныне Patria Vammas).

## Использование в Швеции
120 Krh/40 впервые поступили на вооружение в 1940 году после того, как годом ранее были заказаны Финляндией. Он также экспортировался в Швецию в период с 1941 по 1944 год, а затем производился по лицензии в Швеции. Всего Tampella экспортировала 219.  Шведские военные называют их 12 cm granatkastare m/41 , и они продолжают служить стандартным тяжелым миномётом шведской армии . В 1956 году их опорные плиты были заменены опорными плитами шведского производства Hotchkiss - Brandt M-56.  По состоянию на 2016 год 165 м/41Д все еще находятся на вооружении Сухопутных войск Эстонии  и 22 принадлежат литовским вооруженным силам. 
Их летальность значительно увеличилась, когда в 1990-х годах был представлен противоброневой снаряд STRIX; это интеллектуальное оружие, которое ориентируется на ИК-сигнатуру бронетехники.

## Внешние ссылки
- На Викискладе есть медиафайлы по теме 120 Krh/40